# Olivadi
Olivadi ist eine süditalienische Gemeinde mit 490 Einwohnern (Stand 31. Dezember 2023) in der Provinz Catanzaro, Region Kalabrien.
Das Gebiet der Gemeinde liegt auf einer Höhe von 485 m über dem Meeresspiegel und umfasst eine Fläche von 7 km². Die Nachbargemeinden sind Cenadi, Centrache, Petrizzi, San Vito sullo Ionio und Vallefiorita. Olivadi liegt 42 km südwestlich von Catanzaro.